# Macchiatiella rhamni
Macchiatiella rhamni är en insektsart som först beskrevs av Boyer de Fonscolombe 1841.  Macchiatiella rhamni ingår i släktet Macchiatiella och familjen långrörsbladlöss.

## Underarter
Arten delas in i följande underarter:
- M. r. rhamni
- M. r. tarani